# Aeolosia multipunctata
Aeolosia multipunctata är en fjärilsart som beskrevs av George Francis Hampson 1900. Aeolosia multipunctata ingår i släktet Aeolosia och familjen björnspinnare. Inga underarter finns listade i Catalogue of Life.